# スパイスファクトリー
株式会社スパイスファクトリー（英称：Sp!ce Factory）は、テレビ番組の制作・CG制作を行うプロダクションである。1996年（平成8年）4月5日設立。

## 役員
- 代表取締役会長 : 古山晃
- 取締役社長執行役員 : 田島　剛
- 取締役総務部長 : 浅野純江

## 所属スタッフ
- 古山晃（代表者兼務プロデューサー／翔テレビジョン⇒）
- 田島剛（プロデューサー）
- 末永裕俊（プロデューサー）
- 山下仁志（プロデューサー）
- 清水克洋（ディレクター）
- 岩間俊明（ディレクター）
- 内出有布（ディレクター）
- 上東亨（ディレクター）

編集部
- 後藤孝則（エディター）
- 佐藤立樹（エディター）
- 片桐輝（エディター）

## 主な実績

### CG作品
- 世界まる見え!テレビ特捜部（日本テレビ）
- TVおじゃマンボウ（日本テレビ）
- 特ネタ!ニッポン宝島（TBS）
- 驚き!謎マネー100連発・世間を騒がすアノ値段一挙公開スペシャル（日本テレビ）
- ワールド☆レコーズ（日本テレビ）
- 未知の世界を撮りたい 驚き㊙映像ハンター!ドリームビジョン（日本テレビ）
- SAMURAI5（日本テレビ）
- 世界の果てまでイッテQ!（日本テレビ）
- 週刊オリラジ経済白書（日本テレビ）
- ビートたけしの今まで見たことないテレビ（日本テレビ）
- 満天☆青空レストラン（日本テレビ）
- ミリオンダイス（日本テレビ）
- 潜在異色（日本テレビ）

## スパイスラボ
株式会社スパイスラボ（英称：Spicelab）は、表記と同上の関連会社で、テレビ番組の映像関連機材レンタル事業における会社である。
2011年（平成23年）2月、当社のレンタル部から新設され、2018年（平成30年）7月、レンタル部から分社化された。

### 所属スタッフ
- 井上雄太（機材レンタル・営業）
- 峯岸徹（機材レンタル・営業）

### 主な実績

#### テレビ番組
レギュラー
- ミライ☆モンスター（フジテレビ、FNS系列全国同時ネット 2016年 - ）

スペシャル
- ダウンタウンのガキの使いやあらへんで!大晦日特番 絶対に笑ってはいけないトレジャーハンター24時!（日本テレビ、NNS系列全国同時ネット 2018年12月31日 - 2019年1月1日）
- ダウンタウンのガキの使いやあらへんで!大晦日特番 絶対に笑ってはいけない青春ハイスクール24時!（日本テレビ、NNS系列全国同時ネット 2019年12月31日 - 2020年1月1日）

#### コンテンツ
レギュラー
- パパジャニWEST（Paravi 2019年4月 - 2020年4月）